# 鉱工業
鉱工業（こうこうぎょう）は、伝統的に鉱業と工業の総称。直接に物を生産する農業・水産業・牧畜業、鉱業、建設業、製造業のうち、後三者を「鉱工業」と呼ぶようになった。日本では、通商産業省から鉱工業指数が定期的に発表される。